# 귀걸이
귀걸이, 또는 귀고리(문화어: 귀에고리)는 귓불에(연골이나 다른 귀 부위도 착용할 수 있다) 다는 장식품이며 귀에 구멍을 뚫어 끼울 수 있다.

## 명칭
대한민국에서는 귀에 하는 장식품이라는 뜻으로 '귀고리'보다 '귀걸이'가 더 널리 쓰이지만, '귀고리'를 엄밀한 표준어로 여기는 사람이 많다. 전통적으로 '귀고리'가 장식품을 뜻하는 말이었고, 원래 '귀걸이'의 뜻은 방한용 귀마개였기 때문이다.
한때는 남북 모두 장식품을 뜻하는 표준어로 '귀고리'만을 인정하다가 1999년 대한민국 국립국어원이 발간한 표준국어대사전에서 '귀걸이'와 '귀고리' 모두 표준어로 인정하였다'
최근까지도 TV나 라디오 등 미디어를 통하여, '귀고리가 표준어', '귀걸이는 틀린 우리말'로 보도된 바 있어 무리를 주고 있다.
+국립국어원 표준국어 대사전 검색 시
귀걸이 귀-걸이
「명사」
「1」귀가 시리지 않도록 귀를 덮는 물건. 보통 털가죽 따위로 만든다. ≒귀마개「2」.
「2」=귀걸이안경.
「3」=귀고리.
이며
귀고리 귀-고리
「명사」
귓불에 다는 장식품. ≒귀걸이「3」 ㆍ이식03(耳飾)ㆍ이환02(耳環).
이다.
즉 귀고리는 악세사리만을 칭하며 귀고리를 포함하여 블루투스나 귀마개 등 귀에 걸 수 있는 것들을 통칭하는 단어는 귀걸이이다.
삼국시대부터 고려시대, 조선시대까지 한반도 국가의 사람들은 남녀를 가리지 않고 귀걸이를 즐겨했다고 한다.

## 같이 보기
- 장신구
- 귀찌 (이어링)
- 목걸이
- 피어싱